# Edwin Howard Armstrong
 Edwin Howard Armstrong  (Nova York, 18 de desembre de 1890 - Nova York, 31 de gener de 1954), enginyer elèctric i inventor nord-americà. Graduat el 1913 en enginyeria elèctrica a la Universitat de Colúmbia.
Edwin Armstrong va ser un dels inventors més prolífics de l'era de la ràdio, amb una visió que es va anticipar al seu temps.
Armstrong va inventar la ràdio en Freqüència modulada (FM). També va inventar el circuit regeneratiu, patentat el 1914 mentre era un jove estudiant a la Universitat de Colúmbia, el circuit Super-regeneratiu (patentat el 1922), i el receptor superheterodí (patentat el 1918).
Moltes de les invencions d'Armstrong van ser reclamades per altres en última instància en plets de patent. La vida d'Armstrong és tant una història sobre els grans invents que ell va fer com una tragèdia sobre els drets reclamats per altres sobre aquests mateixos invents.
En particular, el circuit regeneratiu, que Armstrong va patentar a 1914 va ser posteriorment patentat per Lee De Forest el 1916. De Forest va vendre llavors els drets de la seva patent a AT & T. Entre 1922 i 1934, Armstrong es va trobar embolicat en una guerra per les patents, entre ell, RCA, i Westinghouse d'una banda, i De Forest i AT & T de l'altre. Aquest plet de patents va ser el litigi més llarg conegut d'aquella època, 12 anys. Armstrong va guanyar el primer "round" del plet, va perdre el segon, i va quedar "en taules" en un tercer. Finalment el Tribunal Suprem dels Estats Units, va concedir a De Forest l'autoria de la patent del circuit regeneratiu.
Fins i tot mentre que el plet del circuit de regeneració continuava, Armstrong va crear una altra invenció significativa: la modulació de la freqüència (FM), que va ser patentada el 1933. En comptes de variar l'amplitud d'una ona de ràdio per poder transmetre un so, el mètode d'Armstrong variava la freqüència de l'ona portadora.
Els receptors de ràdio de FM van demostrar poder rebre un so molt més clar i lliure de paràsits atmosfèrics que els d'amplitud modulada (AM), dominant en la ràdio en aquell moment. (els paràsits modulen l'ona en amplitud). Per provar la utilitat de la tecnologia de FM, Armstrong va moure influències amb èxit davant la Comissió Federal de Comunicacions (FCC) per crear una banda de ràdio en FM, entre 42 i 49 MHz. A principis de la dècada de 1940, poc abans del començament de la Segona Guerra Mundial, Armstrong va ajudar llavors a posar en marxa una petita xarxa de potents estacions de ràdio de FM en els estats de Nova Anglaterra, coneguda com la xarxa Yankee. Armstrong havia començat un camí per convèncer a Amèrica que la ràdio en FM era superior a la d'AM i esperava poder percebre els drets de patent per cada ràdio amb tecnologia FM venuda. La prolioferació d'emissores arreu del món aviat exhaurí les ones disponibles en la banda de AM i després de la Segona Guerra Mundial hagueren de ser posades en servei emissores en FM, segons el sistema formulat per Armstrong el 1936.
Al voltant de juny de 1945, la Corporació de Ràdio d'Amèrica, (RCA) havia pressionat fort a la FCC sobre l'assignació de les freqüències per a la nova indústria de la televisió. Encara que ells van negar males arts, David Sarnoff i RCA van maniobrar per aconseguir que la FCC mogués l'espectre de ràdio FM des de la banda de 42-49 MHz, a la de 88-108 MHz, mentre que aconseguien que els nous canals de televisió fossin assignats en el rang dels 40 MHz
Conseqüentment, això va deixar a tots els sistemes FM de l'era d'Armstrong fora d'ús, mentre que protegia l'ampli mercat de ràdio d'AM de la RCA. La xarxa de ràdio d'Armstrong no va sobreviure al canvi de freqüència a la banda de les altes freqüències, la majoria dels experts creuen que la tecnologia de FM va ser retardada dècades per aquesta decisió de la FCC.
A més, RCA va reclamar i aconseguir la seva pròpia patent en tecnologia FM, i va guanyar, en última instància, el plet per la patent que subsistia entre ells i Edwin Armstrong, deixant Armstrong sense capacitat per demandar drets per les ràdios d'FM venudes als Estats Units. El constant debilitament de la Yankee Network (Xarxa Yankee) i la lluita per les patents que el van deixar sense un cèntim, van destruir Armstrong emocionalment.
En aquest estat, Armstrong es va suïcidar el 31 de juny de 1954 saltant per la finestra del seu apartament, situat a un 13è pis, deprimit pel fracàs en poder gestionar la seva invenció de la ràdio en FM. En la seva nota de suïcidi deia a la seva dona: "Que Déu t'ajudi i tingui pietat de la meva ànima". 

La seva segona esposa i vídua Marion va continuar la lluita per la patent contra RCA, i finalment la va guanyar el 1967. Després de la mort d'Armstrong van haver de transcórrer dècades perquè la ràdio de FM igualés i sobrepassés la saturació de la d'AM, i encara li falta per fer-se prou econòmica per als seus radiodifusors. Edwin Armstrong va ser reconegut definitivament com el creador de la tecnologia de FM i com a tal no ha de ser mai oblidat. Per això va ser pòstumament escollit per figurar a la llista dels "grans" de l'electricitat al costat de figures com ara Alexander Graham Bell, Nikola Tesla, Marconi i Michael Pupin, per la Unió Internacional de Telecomunicacions (UIT) a Ginebra.